# Amsterdamse humor
Amsterdamse humor is een vorm van humor of grappigheid die voortkomt uit de sterk verbale cultuur in Amsterdam. In het algemeen lijkt te gelden voor grote steden als New York, Londen en Berlijn dat de bewoners verondersteld worden sneller, scherper en grappiger te reageren dan bewoners van omliggende streken.
Talrijke komieken hebben de Amsterdamse stereotypen uitgebuit. Dat geldt zelfs voor populaire vooroorlogse artiesten als Jean-Louis Pisuisse en Louis Davids, die oorspronkelijk niet uit Amsterdam afkomstig waren.
Een onderscheidend kenmerk van Amsterdam is de Joodse humor. De typerende lik-op-stuk reacties van joodse handelaren (als Sam en Moos) in de buurten rond het Waterlooplein vormden, ook lang na de Tweede Wereldoorlog, de grondstof voor moppenverzamelaar Max Tailleur.
De rol van de joodse handelaar lijkt te zijn overgenomen door de tramconducteur, in conversaties als deze:
"Rijdt u naar Osdorp?" "Nee, maar ik wil u er wel heen brengen."
"Gaat u naar het Concertgebouw?" "Nee mevrouw, ik moet werken vanavond."
"Hoe kom ik het snelst bij het Lucasziekenhuis?" "Ga er maar voor liggen!"
Of, op de Albert Cuypmarkt:
"Heeft u misschien een plastic zak?" "Nee, ik heb al een kunstgebit, is dat niet erg genoeg?"
In de speelfilm Simon van Eddy Terstall speelt de Amsterdamse humor een prominente rol. Acteur Cees Geel speelt hierin een coffeeshophouder die het hart op de tong heeft.
De Amsterdamse humor heeft ook een keerzijde. Simon Carmiggelt noteert in een van zijn cursiefjes: "We kunnen geestig zijn in Amsterdam, daar word je weleens beroerd van."  Verschillende spelers van het Nederlands elftal in de jaren zeventig kunnen hiervan meepraten. Zij ervoeren dat er in de selectie tweespalt was tussen Ajacieden en niet-Ajacieden, die met humor als wapen werd uitgevochten.